# Petri Pasanen
Petri Pasanen (Lahti, 24 settembre 1980) è un ex calciatore finlandese, di ruolo difensore.

## Caratteristiche tecniche
Poteva giocare indifferentemente nei ruoli di difensore centrale e terzino.

## Carriera

### Club
Entra a far parte della prima squadra del Lahti dopo la sua promozione nel 1998. Durante le successive due stagioni colleziona 42 presenze in Veikkausliiga.
Molti club si interessano allora al giovane Pasanen e, nell'estate del 2000 viene acquistato dall'Ajax. Durante la prima stagione riesce a imporsi nella squadra olandese ma, a causa della rottura di un piede, è costretto a saltare buone parte della stagione 2001-2002. Nella stagione successiva torna stabilmente titolare arrivando con la squadra fino ai quarti di finale di Champions League.
Dopo un pessimo avvio nella stagione 2003-2004 viene ceduto in prestito al Portsmouth, in Premier League. L'allenatore del Portsmouth, Harry Redknapp, era interessato al riscatto di Pasanen a fine stagione, ma le pretese economiche dell'Ajax furono troppo alte.
Pasanen passa quindi nell'estate del 2004 al club campione in carica di Germania, il Werder Brema. Diventa immediatamente un elemento chiave del club, aiutando la squadra ad arrivare nelle prime tre posizioni di Bundesliga e al secondo turno di Champions League nelle prime due stagioni.
Dopo 7 anni passati al Werder Brema, il 30 giugno 2011, scaduto il suo contratto, viene ingaggiato dal Red Bull Salisburgo.
Nella Stagione successiva, si trasferisce nell'Aarhus, squadra danese.

### Nazionale
Pasanen è stato anche un membro stabile della Nazionale finlandese. Ha fatto il suo debutto internazionale il 15 novembre 2000 nell'amichevole persa per 3-0 contro l'Irlanda. Con la Finlandia Pasanen ha giocato prevalentemente come terzino sinistro, ed è stato anche il capitano della nazionale quando Sami Hyypiä e Jari Litmanen non giocavano.

## Statistiche

### Cronologia presenze e reti in Nazionale
| Cronologia completa delle presenze e delle reti in nazionale ― Finlandia | Cronologia completa delle presenze e delle reti in nazionale ― Finlandia | Cronologia completa delle presenze e delle reti in nazionale ― Finlandia | Cronologia completa delle presenze e delle reti in nazionale ― Finlandia | Cronologia completa delle presenze e delle reti in nazionale ― Finlandia | Cronologia completa delle presenze e delle reti in nazionale ― Finlandia | Cronologia completa delle presenze e delle reti in nazionale ― Finlandia | Cronologia completa delle presenze e delle reti in nazionale ― Finlandia |
| Data                                                                     | Città                                                                    | In casa                                                                  | Risultato                                                                | Ospiti                                                                   | Competizione                                                             | Reti                                                                     | Note                                                                     |
| ------------------------------------------------------------------------ | ------------------------------------------------------------------------ | ------------------------------------------------------------------------ | ------------------------------------------------------------------------ | ------------------------------------------------------------------------ | ------------------------------------------------------------------------ | ------------------------------------------------------------------------ | ------------------------------------------------------------------------ |
| 15-11-2000                                                               | Dublino                                                                  | Irlanda                                                                  | 3 – 0                                                                    | Finlandia                                                                | Amichevole                                                               | -                                                                        | 78’                                                                      |
| 28-2-2001                                                                | Lussemburgo                                                              | Lussemburgo                                                              | 0 – 1                                                                    | Finlandia                                                                | Amichevole                                                               | -                                                                        |                                                                          |
| 24-3-2001                                                                | Londra                                                                   | Inghilterra                                                              | 2 – 1                                                                    | Finlandia                                                                | Qual. Mondiali 2002                                                      | -                                                                        | 83’                                                                      |
| 25-4-2001                                                                | Budapest                                                                 | Ungheria                                                                 | 0 – 0                                                                    | Finlandia                                                                | Amichevole                                                               | -                                                                        | 60’                                                                      |
| 2-6-2001                                                                 | Helsinki                                                                 | Finlandia                                                                | 2 – 2                                                                    | Germania                                                                 | Qual. Mondiali 2002                                                      | -                                                                        |                                                                          |
| 15-8-2001                                                                | Helsinki                                                                 | Finlandia                                                                | 4 – 1                                                                    | Belgio                                                                   | Amichevole                                                               | -                                                                        | 46’                                                                      |
| 17-4-2002                                                                | Prilep                                                                   | Macedonia                                                                | 1 – 0                                                                    | Finlandia                                                                | Amichevole                                                               | -                                                                        | 80’                                                                      |
| 22-5-2002                                                                | Helsinki                                                                 | Finlandia                                                                | 2 – 1                                                                    | Lettonia                                                                 | Amichevole                                                               | 1                                                                        |                                                                          |
| 21-8-2002                                                                | Helsinki                                                                 | Finlandia                                                                | 0 – 3                                                                    | Irlanda                                                                  | Amichevole                                                               | -                                                                        |                                                                          |
| 12-10-2002                                                               | Helsinki                                                                 | Finlandia                                                                | 3 – 0                                                                    | Azerbaigian                                                              | Qual. Euro 2004                                                          | -                                                                        |                                                                          |
| 16-10-2002                                                               | Belgrado                                                                 | Jugoslavia                                                               | 2 – 0                                                                    | Finlandia                                                                | Qual. Euro 2004                                                          | -                                                                        | 64’                                                                      |
| 29-3-2003                                                                | Palermo                                                                  | Italia                                                                   | 2 – 0                                                                    | Finlandia                                                                | Qual. Euro 2004                                                          | -                                                                        | 71’                                                                      |
| 7-6-2003                                                                 | Helsinki                                                                 | Finlandia                                                                | 3 – 0                                                                    | Serbia e Montenegro                                                      | Qual. Euro 2004                                                          | -                                                                        |                                                                          |
| 11-6-2003                                                                | Helsinki                                                                 | Finlandia                                                                | 0 – 2                                                                    | Italia                                                                   | Qual. Euro 2004                                                          | -                                                                        |                                                                          |
| 6-9-2003                                                                 | Baku                                                                     | Azerbaigian                                                              | 1 – 2                                                                    | Finlandia                                                                | Qual. Euro 2004                                                          | -                                                                        |                                                                          |
| 10-9-2003                                                                | Cardiff                                                                  | Galles                                                                   | 1 – 1                                                                    | Finlandia                                                                | Qual. Euro 2004                                                          | -                                                                        | 58’ 82’                                                                  |
| 11-10-2003                                                               | Tampere                                                                  | Finlandia                                                                | 3 – 2                                                                    | Canada                                                                   | Amichevole                                                               | -                                                                        | 79’                                                                      |
| 31-3-2004                                                                | Ta' Qali                                                                 | Malta                                                                    | 1 – 2                                                                    | Finlandia                                                                | Amichevole                                                               | -                                                                        |                                                                          |
| 28-4-2004                                                                | Zenica                                                                   | Bosnia ed Erzegovina                                                     | 1 – 0                                                                    | Finlandia                                                                | Amichevole                                                               | -                                                                        | 50’                                                                      |
| 28-5-2004                                                                | Tampere                                                                  | Finlandia                                                                | 1 – 3                                                                    | Svezia                                                                   | Amichevole                                                               | -                                                                        |                                                                          |
| 18-8-2004                                                                | Bucarest                                                                 | Romania                                                                  | 2 – 1                                                                    | Finlandia                                                                | Qual. Mondiali 2006                                                      | -                                                                        | 59’                                                                      |
| 4-9-2004                                                                 | Tampere                                                                  | Finlandia                                                                | 3 – 0                                                                    | Andorra                                                                  | Qual. Mondiali 2006                                                      | -                                                                        |                                                                          |
| 8-9-2004                                                                 | Erevan                                                                   | Armenia                                                                  | 0 – 2                                                                    | Finlandia                                                                | Qual. Mondiali 2006                                                      | -                                                                        |                                                                          |
| 9-10-2004                                                                | Tampere                                                                  | Finlandia                                                                | 3 – 1                                                                    | Armenia                                                                  | Qual. Mondiali 2006                                                      | -                                                                        |                                                                          |
| 13-10-2004                                                               | Amsterdam                                                                | Paesi Bassi                                                              | 3 – 1                                                                    | Finlandia                                                                | Qual. Mondiali 2006                                                      | -                                                                        | 59’                                                                      |
| 26-3-2005                                                                | Praga                                                                    | Rep. Ceca                                                                | 4 – 3                                                                    | Finlandia                                                                | Qual. Mondiali 2006                                                      | -                                                                        | 76’                                                                      |
| 17-8-2005                                                                | Skopje                                                                   | Macedonia                                                                | 0 – 3                                                                    | Finlandia                                                                | Qual. Mondiali 2006                                                      | -                                                                        | 70’                                                                      |
| 7-9-2005                                                                 | Tampere                                                                  | Finlandia                                                                | 5 – 1                                                                    | Macedonia                                                                | Qual. Mondiali 2006                                                      | -                                                                        |                                                                          |
| 1-3-2006                                                                 | Minsk                                                                    | Bielorussia                                                              | 2 – 2                                                                    | Finlandia                                                                | Amichevole                                                               | -                                                                        |                                                                          |
| 25-5-2006                                                                | Göteborg                                                                 | Svezia                                                                   | 0 – 0                                                                    | Finlandia                                                                | Amichevole                                                               | -                                                                        | 34’ 46’                                                                  |
| 16-8-2006                                                                | Helsinki                                                                 | Finlandia                                                                | 1 – 2                                                                    | Irlanda del Nord                                                         | Amichevole                                                               | -                                                                        |                                                                          |
| 2-9-2006                                                                 | Bydgoszcz                                                                | Polonia                                                                  | 1 – 3                                                                    | Finlandia                                                                | Qual. Euro 2008                                                          | -                                                                        |                                                                          |
| 6-9-2006                                                                 | Helsinki                                                                 | Finlandia                                                                | 1 – 1                                                                    | Portogallo                                                               | Qual. Euro 2008                                                          | -                                                                        |                                                                          |
| 7-10-2006                                                                | Erevan                                                                   | Armenia                                                                  | 0 – 0                                                                    | Finlandia                                                                | Qual. Euro 2008                                                          | -                                                                        |                                                                          |
| 11-10-2006                                                               | Almaty                                                                   | Kazakistan                                                               | 0 – 2                                                                    | Finlandia                                                                | Qual. Euro 2008                                                          | -                                                                        |                                                                          |
| 28-3-2007                                                                | Baku                                                                     | Azerbaigian                                                              | 1 – 0                                                                    | Finlandia                                                                | Qual. Euro 2008                                                          | -                                                                        |                                                                          |
| 2-6-2007                                                                 | Helsinki                                                                 | Finlandia                                                                | 0 – 2                                                                    | Serbia                                                                   | Qual. Euro 2008                                                          | -                                                                        |                                                                          |
| 6-6-2007                                                                 | Helsinki                                                                 | Finlandia                                                                | 2 – 0                                                                    | Belgio                                                                   | Qual. Euro 2008                                                          | -                                                                        |                                                                          |
| 22-8-2007                                                                | Tampere                                                                  | Finlandia                                                                | 2 – 1                                                                    | Kazakistan                                                               | Qual. Euro 2008                                                          | -                                                                        |                                                                          |
| 8-9-2007                                                                 | Belgrado                                                                 | Serbia                                                                   | 0 – 0                                                                    | Finlandia                                                                | Qual. Euro 2008                                                          | -                                                                        |                                                                          |
| 12-9-2007                                                                | Helsinki                                                                 | Finlandia                                                                | 0 – 0                                                                    | Polonia                                                                  | Qual. Euro 2008                                                          | -                                                                        |                                                                          |
| 13-10-2007                                                               | Bruxelles                                                                | Belgio                                                                   | 0 – 0                                                                    | Finlandia                                                                | Qual. Euro 2008                                                          | -                                                                        |                                                                          |
| 17-10-2007                                                               | Helsinki                                                                 | Finlandia                                                                | 0 – 0                                                                    | Spagna                                                                   | Amichevole                                                               | -                                                                        |                                                                          |
| 17-11-2007                                                               | Helsinki                                                                 | Finlandia                                                                | 2 – 1                                                                    | Azerbaigian                                                              | Qual. Euro 2008                                                          | -                                                                        | 39’                                                                      |
| 21-11-2007                                                               | Porto                                                                    | Portogallo                                                               | 0 – 0                                                                    | Finlandia                                                                | Qual. Euro 2008                                                          | -                                                                        | 88’                                                                      |
| 10-9-2008                                                                | Helsinki                                                                 | Finlandia                                                                | 3 – 3                                                                    | Germania                                                                 | Qual. Mondiali 2010                                                      | -                                                                        | 41’                                                                      |
| 11-10-2008                                                               | Helsinki                                                                 | Finlandia                                                                | 1 – 0                                                                    | Azerbaigian                                                              | Qual. Mondiali 2010                                                      | -                                                                        |                                                                          |
| 15-10-2008                                                               | Mosca                                                                    | Russia                                                                   | 3 – 0                                                                    | Finlandia                                                                | Qual. Mondiali 2010                                                      | -                                                                        |                                                                          |
| 11-2-2009                                                                | Lisbona                                                                  | Portogallo                                                               | 1 – 0                                                                    | Finlandia                                                                | Amichevole                                                               | -                                                                        | 79’                                                                      |
| 28-3-2009                                                                | Cardiff                                                                  | Galles                                                                   | 0 – 2                                                                    | Finlandia                                                                | Qual. Mondiali 2010                                                      | -                                                                        |                                                                          |
| 1-4-2009                                                                 | Oslo                                                                     | Norvegia                                                                 | 3 – 2                                                                    | Finlandia                                                                | Amichevole                                                               | -                                                                        |                                                                          |
| 6-6-2009                                                                 | Helsinki                                                                 | Finlandia                                                                | 2 – 1                                                                    | Liechtenstein                                                            | Qual. Mondiali 2010                                                      | -                                                                        | 46’                                                                      |
| 10-6-2009                                                                | Helsinki                                                                 | Finlandia                                                                | 0 – 3                                                                    | Russia                                                                   | Qual. Mondiali 2010                                                      | -                                                                        |                                                                          |
| 12-8-2009                                                                | Stoccolma                                                                | Svezia                                                                   | 1 – 0                                                                    | Finlandia                                                                | Amichevole                                                               | -                                                                        |                                                                          |
| 5-9-2009                                                                 | Lankaran                                                                 | Azerbaigian                                                              | 1 – 2                                                                    | Finlandia                                                                | Qual. Mondiali 2010                                                      | -                                                                        | 89’                                                                      |
| 9-9-2009                                                                 | Vaduz                                                                    | Liechtenstein                                                            | 1 – 1                                                                    | Finlandia                                                                | Qual. Mondiali 2010                                                      | -                                                                        |                                                                          |
| 10-10-2009                                                               | Helsinki                                                                 | Finlandia                                                                | 2 – 1                                                                    | Galles                                                                   | Qual. Mondiali 2010                                                      | -                                                                        | 86’                                                                      |
| 11-8-2010                                                                | Helsinki                                                                 | Finlandia                                                                | 1 – 0                                                                    | Belgio                                                                   | Amichevole                                                               | -                                                                        | cap.                                                                     |
| 3-9-2010                                                                 | Chișinău                                                                 | Moldavia                                                                 | 2 – 0                                                                    | Finlandia                                                                | Qual. Euro 2012                                                          | -                                                                        |                                                                          |
| 7-9-2010                                                                 | Rotterdam                                                                | Paesi Bassi                                                              | 2 – 1                                                                    | Finlandia                                                                | Qual. Euro 2012                                                          | -                                                                        | cap.                                                                     |
| 12-10-2010                                                               | Helsinki                                                                 | Finlandia                                                                | 1 – 2                                                                    | Ungheria                                                                 | Qual. Euro 2012                                                          | -                                                                        |                                                                          |
| 17-11-2010                                                               | Helsinki                                                                 | Finlandia                                                                | 8 – 0                                                                    | San Marino                                                               | Qual. Euro 2012                                                          | -                                                                        | cap.                                                                     |
| 29-3-2011                                                                | Aveiro                                                                   | Portogallo                                                               | 2 – 0                                                                    | Finlandia                                                                | Amichevole                                                               | -                                                                        | cap.                                                                     |
| 3-6-2011                                                                 | Serravalle                                                               | San Marino                                                               | 0 – 1                                                                    | Finlandia                                                                | Qual. Euro 2008                                                          | -                                                                        | cap.                                                                     |
| 7-6-2011                                                                 | Solna                                                                    | Svezia                                                                   | 5 – 0                                                                    | Finlandia                                                                | Qual. Euro 2008                                                          | -                                                                        | cap.                                                                     |
| 6-9-2011                                                                 | Helsinki                                                                 | Finlandia                                                                | 0 – 2                                                                    | Paesi Bassi                                                              | Qual. Euro 2012                                                          | -                                                                        | 78’                                                                      |
| 15-11-2011                                                               | Esbjerg                                                                  | Danimarca                                                                | 2 – 1                                                                    | Finlandia                                                                | Amichevole                                                               | -                                                                        | 76’                                                                      |
| 29-2-2012                                                                | Klagenfurt                                                               | Austria                                                                  | 3 – 1                                                                    | Finlandia                                                                | Amichevole                                                               | -                                                                        |                                                                          |
| 26-5-2012                                                                | Helsinki                                                                 | Finlandia                                                                | 3 – 2                                                                    | Turchia                                                                  | Amichevole                                                               | -                                                                        | cap.                                                                     |
| 3-6-2012                                                                 | Võru                                                                     | Finlandia                                                                | 1 – 1 dts (5 – 6 dtr)                                                    | Lettonia                                                                 | Coppa del Baltico 2012                                                   | -                                                                        | cap. 81’                                                                 |
| 7-6-2013                                                                 | Helsinki                                                                 | Finlandia                                                                | 1 – 0                                                                    | Bielorussia                                                              | Qual. Mondiali 2014                                                      | -                                                                        | 82’                                                                      |
| 11-6-2013                                                                | Homel'                                                                   | Bielorussia                                                              | 1 – 1                                                                    | Finlandia                                                                | Qual. Mondiali 2014                                                      | -                                                                        |                                                                          |
| 14-8-2013                                                                | Turku                                                                    | Finlandia                                                                | 2 – 0                                                                    | Slovenia                                                                 | Amichevole                                                               | -                                                                        | 79’                                                                      |
| 6-9-2013                                                                 | Helsinki                                                                 | Finlandia                                                                | 0 – 2                                                                    | Spagna                                                                   | Qual. Mondiali 2014                                                      | -                                                                        |                                                                          |
| 15-10-2013                                                               | Saint-Denis                                                              | Francia                                                                  | 3 – 0                                                                    | Finlandia                                                                | Qual. Mondiali 2014                                                      | -                                                                        |                                                                          |
| 16-11-2013                                                               | Cardiff                                                                  | Galles                                                                   | 1 – 1                                                                    | Finlandia                                                                | Amichevole                                                               | -                                                                        | 62’                                                                      |
| Totale                                                                   |                                                                          | Presenze                                                                 | 76                                                                       |                                                                          | Reti                                                                     | 1                                                                        |                                                                          |

## Palmarès

### Club
- Campionato olandese: 1

Ajax: 2001-2002
- Coppa dei Paesi Bassi: 1

Ajax: 2001-2002
- Supercoppa dei Paesi Bassi: 1

Ajax: 2002
- Coppa di Lega tedesca: 1

Werder Brema:2006
- Coppa di Germania: 1

Werder Brema: 2008-2009
- Campionato austriaco: 1

Red Bull Salisburgo: 2011-2012
- Coppa d'Austria: 1

Red Bull Salisburgo: 2011-2012